# Lahourcade
Lahourcade ist eine französische Gemeinde mit 710 Einwohnern (Stand 1. Januar 2022) im Département Pyrénées-Atlantiques in der Region Nouvelle-Aquitaine (vor 2016: Aquitanien). Die Gemeinde gehört zum Arrondissement Pau (bis 2016: Arrondissement Oloron-Sainte-Marie) und zum Kanton Le Cœur de Béarn (bis 2015: Kanton Monein).
Der Name in der gascognischen Sprache lautet Lahorcada oder La Horcada. Die Bewohner werden Lahourcadais oder Lahourcadaises genannt.

## Geographie
Lahourcade liegt circa 25 Kilometer westlich von Pau in der historischen Provinz Béarn.
Umgeben wird der Ort von den Nachbargemeinden:
| Lagor         | Mourenx Noguères                            | Pardies |
|               | Kompassrose, die auf Nachbargemeinden zeigt |         |
| Lucq-de-Béarn |                                             | Monein  |

Lahourcade liegt im Einzugsgebiet des Flusses Adour. Ein Nebenfluss der Bayse, die Baysère, fließt an einem kleinen Abschnitt der östlichen Grenze zur Nachbargemeinde Pardies entlang. Nebenflüsse des Gave de Pau, der Luzoué und der Geü, sowie der Ruisseau de Lassabaigt, ein Zufluss des Luzoué, durchqueren das Gebiet der Gemeinde.

## Geschichte
Erstmalige Erwähnungen von Lahourcade in den Schriften setzten ihren Namen immer mit Pardies im Zusammenhang, eine Bestätigung, dass Lahourcade für viele Jahrhunderte an die Nachbargemeinde angegliedert war. Dennoch wurden in der Volkszählung des Béarn im Jahre 1385 beachtliche 48 Haushalte gezählt und vermerkt, dass das Dorf zur Bailliage von Lagor und Pardies gehörte. In jener Zeit existierte noch eine Motte, auf dem eine Burg errichtet worden war, die heute nicht mehr vorhanden ist.
Toponyme und Erwähnungen von Lahourcade waren:
- Lo Casteg et la Mote de Pardies (1344, Notare von Pardies, Nr. 2, Blatt 85),
- Laforcade de Pardies (1438, Notare von Oloron, Nr. 3, Blatt 56),
- Laforcade deu Casterot de Pardies und Laforcada (1540 bzw. 1572, Manuskriptsammlung des 16. bis 18. Jahrhunderts),
- Lafourcade (1607, Reglement von Lagor),
- Sainte Agathe de Lahorcade (1678, Veröffentlichungen des Bistums Oloron),
- Lafforcade (1704, Zählungen von Orthez),
- La Hourcade (1750, Karte von Cassini),
- Lahourcade (1793, Notice Communale),
- La Hourcade (1801, Bulletin des lois) und
- Lahourcade (1863, Dictionnaire topographique du département des Basses-Pyrénées).[5][6][7]

### Einwohnerentwicklung
Nach Höchstständen der Einwohnerzahl von rund 800 in der ersten Hälfte des 19. Jahrhunderts reduzierte sich die Zahl bei kurzen Erholungsphasen bis zu den 1950er Jahren um insgesamt rund die Hälfte. Mit den 1960er Jahren setzte ein starkes Wachstum der Gemeinde auf ein Niveau von rund 700 Einwohnern ein, das bis heute gehalten wird.
| Jahr      | 1962 | 1968 | 1975 | 1982 | 1990 | 1999 | 2006 | 2009 | 2022 |
| --------- | ---- | ---- | ---- | ---- | ---- | ---- | ---- | ---- | ---- |
| Einwohner | 480  | 644  | 710  | 665  | 724  | 685  | 700  | 725  | 710  |

## Sehenswürdigkeiten

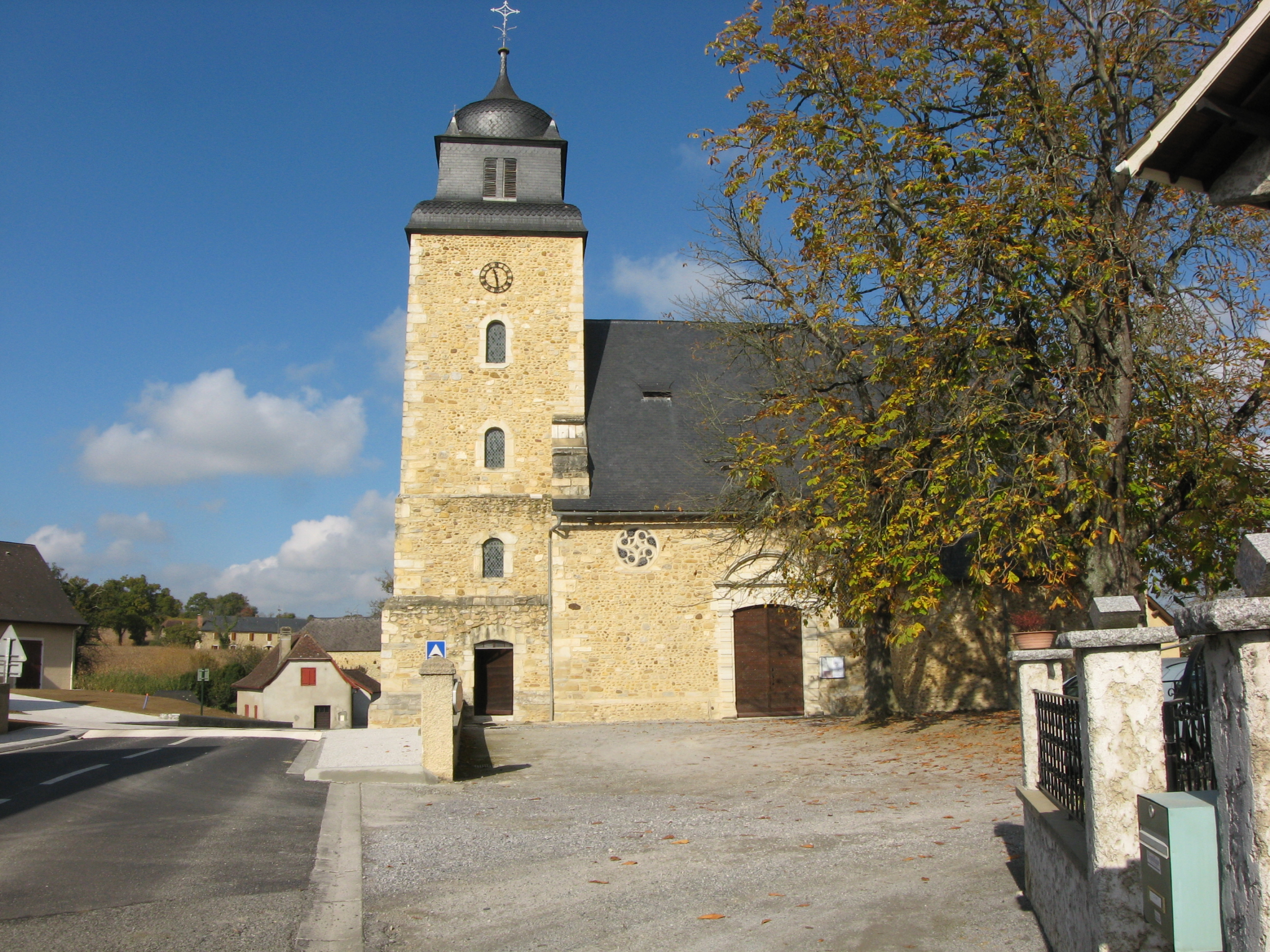
Pfarrkirche Sainte-Agathe von Lahourcade

### Pfarrkirche von Lahourcade
Sie ist im 12. Jahrhundert errichtet worden und Agatha von Catania gewidmet. Im Laufe der Jahrhunderte erfuhr die ursprünglich romanische Kirche mehrere Umbauten. Ihr mehrstöckiger, befestigter Glockenturm trägt eine barocke Zwiebelhaube.
Der Eingang an der Südseite datiert aus dem 18. Jahrhundert und wurde vermutlich im gleichen Zuge wie die Zwiebelhaube des Glockenturms geschaffen. Die beiden Türflügel sind aus Holz und mit Nägeln dicht besetzt. Sie werden von Pilastern ionischer Ordnung als Bossenwerk eingerahmt, die ein Zahnschnittfries und einen großen, runden Giebel tragen. Zwischen Fries und den Kapitellen der Pilaster sind an beiden Seiten Figuren, halb Vierfüßler, halb Vögel auf die senkrechten Flächen gemeißelt. Diese Fabelwesen stammen aus der Antike und waren im Mittelalter sehr verbreitet, ebenso während der Renaissance und später, wie in diesem Beispiel zu sehen. In der Nähe des Eingangs durchbricht eine kleine Fensterrose mit einem Maßwerk die Fassade. Die mit Stäben ausgearbeiteten Steine der Fensterrose bilden ein drehendes Motiv, während die Zwischenräume mit einfachen Glasfenstern ausgefüllt sind. Der Stil der Fensterrose lässt auf eine Anfertigung im 14. Jahrhundert im Zuge einer Vergrößerung der Kirche schließen.
Der Hauptaltar der Kirche stammt aus dem 19. Jahrhundert und ist an seiner Vorderseite in drei Felder unterteilt, die mit schmalen, abstehenden Säulen getrennt sind, die beiden äußeren sind dabei Zwillingssäulen. Felder und Säulen sind mit einer hellgrauen Farbe bemalt, die eine Marmorstruktur imitiert. Die Felder des Altars tragen ein Motive von vergoldeten Vierpässen, die ein Kreuz umschließen. Auf dem Altar befindet sich der Tabernakel, vergoldet und mit einem etwas anderen Stil ausgearbeitet. Der zentrale Teil zeigt den gekreuzigten Jesus Christus, eingerahmt von schmalen Säulen, an den beiden Seiten des Schreins Nischen mit Statuetten. Links und rechts des Schreins treten zwei Flügel hervor, die mit Girlanden und in der Mitte mit einem Medaillon mit Figuren als Relief verziert sind. Oberhalb der Tür fällt der Blick des Betrachters auf eine weitere Kreuzigungsszene, flankiert von zwei Engeln, als Relief ausgearbeitet. Ein Kreuz bildet den oberen Abschluss des Tabernakels, hinter dem sich ein Altarretabel mit Säulen und einem Gemälde im Mittelpunkt erhebt.
Die Kirche besitzt einen Nebenaltar aus dem 19. Jahrhundert, der der Jungfrau Maria gewidmet ist und im klassizistischen Stil gehalten ist. Wie beim Hauptaltar ist seine Vorderseite in drei Felder unterteilt, die mit abstehenden Säulen abgeteilt werden, deren Bemalung ein Material aus Lapislazuli imitieren. Der Altarsockel ist hingegen mit einer grauen Farbe bemalt, die eine Marmorstruktur imitiert. Die Ecken der Felder auf dem Altar sind Verzierungen in Form von Schwertlilien angebracht, in der Mitte sind Ovale zu sehen, die ein Heiligstes Herz Jesu umschließen. Das Retabel des Altars, architektonisch aufgebaut und ganz aus Holz gearbeitet, stammt ebenfalls aus dem 19. Jahrhundert. Sein Stil und die Marmor imitierenden Farben harmonieren mit dem dazugehörigen Altar. Der Sockel des Retabels, der mit zwei Kreisen und einem Quadrat verziert ist, trägt zwei seitliche Pilaster dorischer Ordnung mit geriffelter Struktur. Ihre Bemalung greift ein Stilelement des Altars auf, auch hier wird ein Material aus Lapislazuli imitiert. Die Pilaster tragen einen Architrav und ein vergoldetes Gesims, aus dem sich an der Spitze Akroteren mit dekorativen Motiven absetzen. Oberhalb wird das Motiv des Auges der Vorsehung dargestellt, ein Auge, von einem Strahlenkranz umgeben und von einem Dreieck umschlossen, das auf die Dreifaltigkeit verweist. Im Zentrum des Retabels befindet sich eine große Tafel in einer einen grauen Marmor imitierenden Farbe. In ihrer Mitte ist eine Nische ausgespart, in der eine Marienstatue aus vergoldetem Holz aufgestellt ist. Der Spruch eines Mariengebets umrahmt die Nische: Ô Marie, conçue sans péché, priez pour nous qui avons recours à vous (deutsch O Maria, ohne Sünde empfangen, bitte für uns, die wir unsere Zuflucht zu dir nehmen). Maria trägt einen goldfarbenen Mantel über ein goldfarbenes Kleid. Ihren Blick auf den Boden gerichtet, die Arme zum Zeichen der Aufnahme geöffnet, steht sie aufrecht auf einer Erdkugel. Nur das Gesicht und die Hände der Statue sind farbig bemalt.
Ein weiterer Nebenaltar ist dem heiligen Josef gewidmet. Sein Tabernakel aus bemaltem Holz ist mit einer geschwungenen und sich nach oben verjüngenden Haube bekrönt mit einem goldenen Kruzifix an der Spitze. Der Schrein ist mit einer Marmor imitierenden Farbe bemalt, teilweise vergoldet. Seine Rundbogentür trägt keinerlei Verzierung. Oberhalb und hinter dem Tabernakel hängt ein großes Gemälde, das den heiligen Josef mit Jesuskind zeigt. Josef wird aufrecht vor einem leuchtenden Hintergrund dargestellt mit dem Jesuskind auf seinem linken Arm und einem Lilienzweig in seiner rechten Hand. Sein Blick ist mild und väterlich auf das Kind gerichtet, das seine rechte Hand zum Segnen hebt. Das Gemälde ist in einem halbrunden Rahmen aus bemaltem und vergoldetem Holz eingepasst.
Die Kirche bewahrt zwei weitere Wandgemälde. Das erste zeigt Mariä Aufnahme in den Himmel. Maria wird in der Darstellung von Engeln fortgetragen, ihr Kopf mit Sternen bekrönt, über ihr eine Wolke aus Putten. Ihr Blick richtet sich gegen den Himmel, ihre Arme sind weit ausgebreitet. Auch der Schutzpatronin der Kirche, der heiligen Agathe, ist ein Wandgemälde gewidmet. Es zeigt sie im Gefängnis, als ein Engel ihr die Attribute einer Märtyrerin überbringt, den Heiligenschein und die Märtyrerpalme. Während das Gemälde mit der Darstellung Mariä Aufnahme in den Himmel der üblichen Ikonografie entspricht, thematisieren Szenen der Bilder der heiligen Agathe in der Regel ihre Folterung.
Die Kirche besitzt Taufbecken in einer ungewöhnlichen Form. Anstelle der verbreiteten Form eines freistehenden Beckens sind die grauen Becken hier fast vollständig in Wandnischen eingebettet, die mit Holztüren abgeschlossen werden können. Stäbe des gleichen Materials wie die Türen umrahmen die Nischen und bilden einen Rundbogen mit einem Kreuz an der Spitze. Die Form der Taufbecken erinnert an die Waschbecken in Klöster zur Handwaschung vor einer Messe.

### Ehemalige Motte
Die mittelalterliche Burg, der lokalen Überlieferung nach die Ursprünge der Gemeinde, lag auf einem Erdhügel mit einer Höhe von 14 m und einem Durchmesser von rund 20 m. An dieser Stelle wurde in der Folge eine Burg gebaut, auf Veranlassung von Gaston Fébus, Vicomte von Béarn, im Jahre 1368 noch verstärkt. Nach der Aufgabe der Burg wurde eine Kirche errichtet, zweifellos mit dem Baumaterial der ehemaligen Burg. Aber auch die Kirche wurde in der Folge abgerissen.

## Wirtschaft und Infrastruktur

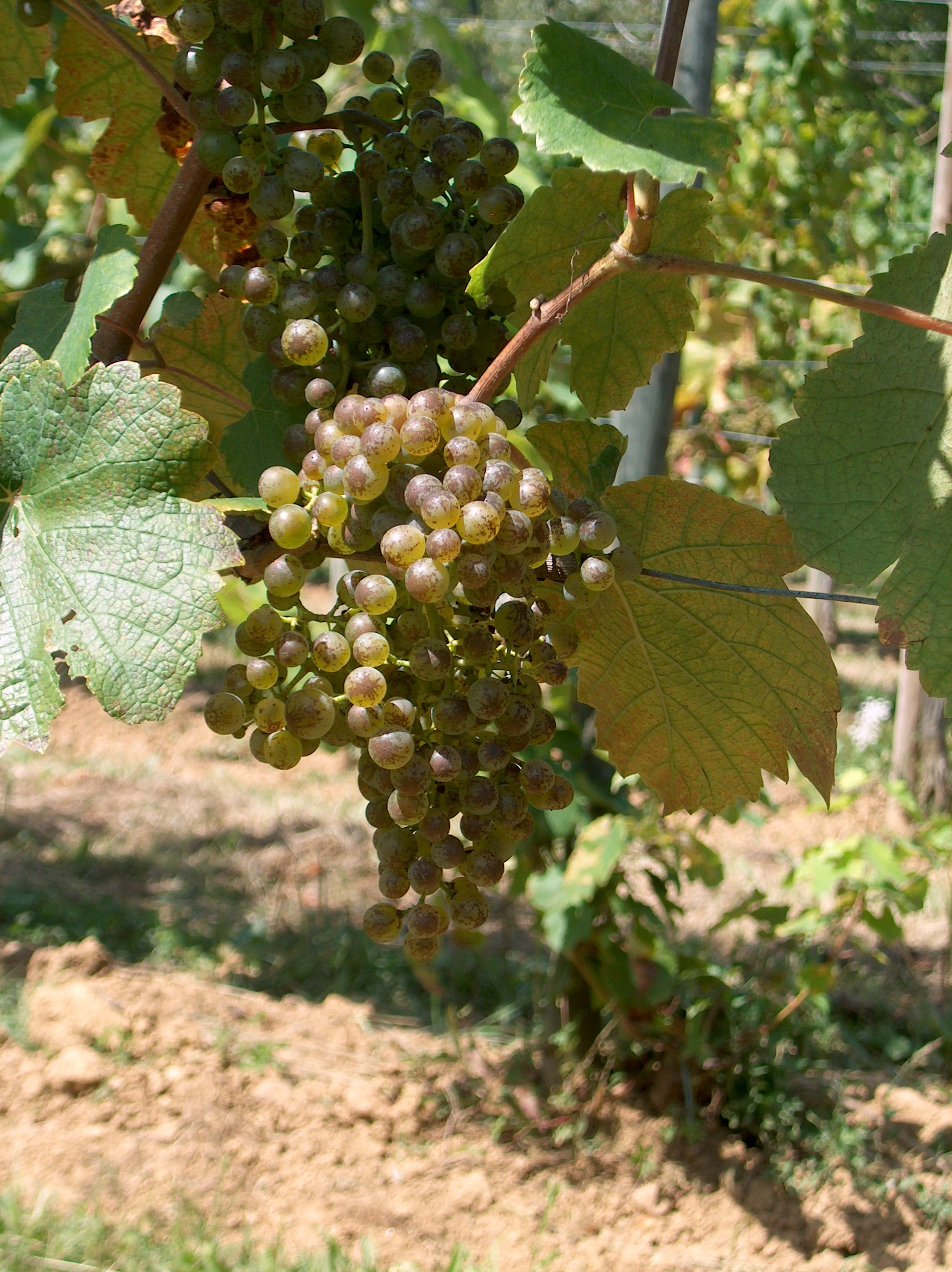
Rebstock der Sorte Petit Manseng

Die Wirtschaft der Gemeinde wird von der Landwirtschaft und von Dienstleistungen bedingt durch die Nähe zu Mourenx und zum Industriegebiet von Lacq bestimmt. Das Weingut Clos de la Vierge - Cancaillaü baut seit 1945 Weine auf 16 Hektar an und empfängt Interessierte direkt im Zentrum der Gemeinde zu einem kommentierten Rundgang, Verkostung und Verkauf.
Lahourcade liegt in den Zonen AOC der Weinbaugebiete Jurançon und Béarn sowie des Ossau-Iraty, eines traditionell hergestellten Schnittkäses aus Schafmilch.

### Bildung
Die Gemeinde verfügt über eine öffentliche Grundschule.

### Sport und Freizeit
Der Rundweg Du Luzoué au Castérot startet an der Pfarrkirche von Lahourcade und führt über eine Länge von 7,4 km und einem Höhenunterschied von 110 m u. a. an der Stelle der ehemaligen Motte vorbei mit Ausblicken auf Weinberge, die Pyrenäen und das Industriegebiet von Lacq.

### Verkehr
Lahourcade ist angeschlossen an die Routes départementales 9, 32, 109 und 293 und ist über eine Linie des Busnetzes Transports 64 mit anderen Gemeinden des Départements verbunden.